# ＿summer
《_summer》是日本成人遊戲HOOK（現HOOKSOFT）於2005年7月15日推出的第四款美少女遊戲。本作最初是發行在Windows平台上，後來移植到PlayStation 2（簡稱PS2）上。並曾改編成小說、OVA、廣播劇等版本。

## 遊戲
此作最初的版本是在2005年7月15日發售的18禁PC版。之後在2006年8月24日移植到Playstation 2主機上，更名為《_summer♯♯》，為17禁版本，去除了PC版的情色劇情，並修改部分作畫。亦增加了許多PC版沒有的过场动画及劇情。2007年12月21日時發行了《_summer新装版》，為2005年的PC版之重製版本。
於2007年12月21日發行2005年PC版的重製版本《_summer新装版》，新版将过场动画更細緻化、并重製片頭曲及遊戲介面，而劇情方面和2005年之版本一樣，仍為18禁的PC版本。
關於各版本的名稱由來，川波無人表示「_」是公司習慣在工作檔案名的開頭加上的符號，「_summer」指的是「接近夏天、夏天之前」。「##」則是音樂的升音符，「_summer##」即是在舊作的基礎中更進一步。:118
片頭曲《こいのうた》由橋本美雪演唱，片尾曲《たいせつなひと》由遊女演唱。兩首歌皆由川波無人作詞、松浦貴雄作曲及編曲。

## 系統
《_summer》是美少女遊戲的一種，採用视觉小说的方式進行遊戲。在遊戲中，玩家將扮演主角海津匠，以他的視角和遊戲內的其他角色互動。故事中的劇情發展、角色對話、內心獨白皆會以文字的方式呈現。並搭配背景、人物以及劇情事件的圖片（CG）。遊戲中除了男主角以外，其他角色皆有配音。:124~125:133~134
在遊戲過程中，男主角會和主要女性角色的其中一位談戀愛，於PC版中、主角會與戀愛對象發生性關係。在劇情關鍵的地方，畫面會出現幾個選擇，玩家的選擇結果將會決定男主角的戀愛對象以及此次遊戲的故事發展。此外，本遊戲亦採用一種叫「RTC」的系統。在劇情關鍵處，畫面會出現倒數計時，玩家可藉此決定主角要早點、晚點或不執行某項動作，亦會影響劇情走向。:124~125:133~134
在遊戲中，玩家亦可收集一種叫金幣的道具，並在標題畫面的特定選項中與金幣女王這角色換取圖片、音樂或短篇故事等事物:124~125:133~134

## 劇情簡介
游戏故事发生于名叫成西的虛構的日本海邊小鎮。就讀成西學園2年級的主角海津匠，在暑期修學旅行的晚上，因朋友的一句問話：「你有喜歡的人嗎？」而困惑不已。匠從沒體會過「戀愛」這份感情，於是對週遭女性的意識漸漸強烈，並開始了一段夏日的校園戀愛劇。
劇情的時間點是在匠高中二年級的夏天，6月到7月的時段，為一般日本高中校園的戀愛故事，沒有任何特殊的世界觀。:30~31

## 人物介绍

### 主要角色
海津匠（配音員：近藤隆）
本作男主角，就讀成西高中二年級。與小奈美、信乃、治是一同長大的兒時玩伴及同班同學。由於親生母親及繼母皆去世、父親長年在外工作，時常不在家，家中通常只有自己和妹妹沙奈兩人。對戀愛相當遲鈍，至今仍無任何喜歡的女孩子，直到修學旅行被治詢問後才開始意識到戀愛相關的事。由於周遭有許多可愛的女生，有時會被其他男同學嫉妒。
波多野小奈美（配音員：まきいづみ / 柳瀬なつみ）
- 生日：4月21日  星座：金牛座 血型：A型身高：158cm   三圍：84/58/86

本作女主角，是匠的鄰居。由於海津家平時沒有大人在，每天都幫忙處理海津家的伙食以及打掃、洗衣等家務。父親在小時候去世，母親因工作時常不在家，和匠恰好成對比。個性溫柔、喜歡照顧人。成績優秀，但不擅長體育。喜歡天空、海洋以及海鷗，平常都帶著海鷗形狀的髮飾。害怕幽靈及黑暗，小時候由於匠的惡作劇，非常害怕章魚。屬於學校的料理部，因其烹飪技術高超而深受信賴，由於和匠相當親密也常被部員戲稱兩人是夫妻。有記日記的習慣，玩家若達成一定條件，可閱讀她的日記、並了解劇情中她的心路歷程。:74~75在《_summer Life》中與匠是夫妻，並冠上夫姓。
海老塚信乃（配音員：金田まひる / 梶田夕貴）
- 生日：3月28日  星座：牡羊座 血型：B型 身高：162cm   三圍：80/56/82

是位於成西市高地的成西神社的獨生女，個性活潑強勢。與小奈美的關係很好，常因一些口角毆打匠及治。擅長體育活動，常被學校的各個體育社團請託協助競賽活動。相當羨慕頗具女性氣質的小奈美，為了讓自己能更文雅些而參加學校的茶道部。常幫忙家裡神社的事務，雖然是巫女但憧憬西洋的婚禮。
海津沙奈（配音員：草柳順子 / 中田順子）
- 生日：8月31日  星座：處女座 血型：O型身高：148cm   三圍：76/52/80

匠的義妹， 母親與匠的父親再婚，並在沙奈幼時去世。是成西高中1年級生，個性較為天真活潑，和匠、小奈美和千輪的關係相當好。有早上賴床的壞習慣，每天都需要匠或 小奈美叫醒才不會遲到。不擅長運動和家務，作家事的時候讓平底鍋著火，洗衣機的泡沫滿出來是家常便飯。有時會拜託小奈美教她如何作料理。喜歡吃甜點。
天野千輪（配音員：北都南 / ひと美）
- 生日：10月25日  星座：天蠍座 血型：AB型身高：150cm   三圍：78/55/80

沙奈的同班同學與朋友，外表沉默寡言，實際上說話相當毒舌。每天都與沙奈一同上學，時常在無人開門的情況下，突然出現在海津家飯廳、讓匠嚇一跳，有時會在海津家吃早餐。喜好占卜，在學校設置了占卜同好會。平時相當冷靜，但生氣的時候會釘稻草人詛咒對方。
島津若菜（配音員：青山ゆかり / 友永朱音）
- 生日：1月12日  星座:山羊座 血型：A型 身高：165cm   三圍：82/59/84

成西學園的3年級生，出身於能影響市政的世族家庭，並因其文雅的外貌及氣質而在學校相當有名氣。在學校成績相當好，但對平民的日常生活不太熟悉，擅長演奏日本箏、跳日本舞等文藝活動。由於現已過世的祖父相當嚴格，沒什麼接觸異性的經驗，對戀愛相當憧憬。
七緒日向子（配音員：成瀬未亜 / 野々瀬ミオ）
- 生日：3月3日  星座：雙魚座 血型：O型 身高：162cm   三圍：90/58/86

匠等人的班導師兼世界史老師，個性有些迷糊，但在學生間相當有人氣。嗜好是郵購物品，常將薪水花在購買鍊金術的材料等奇怪的東西上。導致平時生活拮据。有時還會因沒錢吃飯而餓昏在教室內，並被覺得她很可憐的學生們分享便當。
戴眼鏡的高橋（配音員：鳥居花音）
成西高中的3年級生，在學校放送部擔任廣播，主持的「Radio Romanesque」節目頗受好評。其身影在遊戲中不曾出現，在一定條件下是可攻略對像。

### 其他角色
船田治（配音員：高嶺悠賀 / 野島健兒）
- 生日：12月1日  星座：射手座 血型：O型 身高:172cm

匠的朋友，綽號是「海蟑螂」，參加學校的劍道部。個性脫線且好色，常和信乃起口角並被她毆打。在修學旅行的時候曾詢問匠是否有喜歡的女生，目標是交到女朋友，但目前屢戰屢敗中。
川上由乃（配音員：神月あおい / 小林惠美）
- 生日：2月1日  星座：水瓶座 血型：B型 身高：152cm   三圍：79/55/79

成西高中一年級生，生在長年侍奉島津一族的川上家，是若菜護衛兼僕人般的存在。從小陪伴在若菜身邊，言行有如武士一般。相當尊敬若菜的祖父，並對若菜有過度保護的傾向，對出現在若菜身邊的匠相當反感。
梳田霞（配音員：一色ヒカル / 田中涼子）
- 生日：8月20日  星座：獅子座 血型：A型 身高：164cm  三圍:88/56/90

日向子的朋友，別的學校的老師。個性和日向子比起來較為實際，最近和同事結婚，相當關心日向子的生活。
立花智鶴（配音員：一色ヒカル）
- 生日：9月20日  星座：處女座

成西高中茶道部的顧問，外貌及顏行有如大和撫子。是信乃的憧憬對象，並指導信乃關於茶道的事物。
败走武士的老闆（配音員：オイリーはな / 花田光）
成西鎮商店街唯一的洋食店「落武者」之老闆，本名不詳。從小看著匠等人長大，有時會給予他們長輩的經驗談。年輕時似乎曾暗戀過樂子。
波多野樂子（配音員：まきいづみ）
小奈美的媽媽，在PC版儘被提及，於PS2版才有登場。 在丈夫過世後一手將小奈美拉拔長大。外表相當年輕，和小奈美站在一起像姊妹一般。和小奈美相比個性較為豪爽、不拘小節。平時因為工作不在家。由於性格因素，被匠認為與小奈美母女立場顛倒。
老婆婆（配音員：神月あおい）
商店街「川波商店」的店主，從小看著匠等人長大，是一個溫柔的老婆婆。
海津宗典（配音員：無）:74~75
匠的父親，海洋工學的技術者，由於工作緣故平時不在家。:88
海津紗理奈（配音員：無）:74~75
匠的後母，帶著女兒沙奈與宗典結婚，個性豪爽，已去世。:88
海老塚番作（配音員：無）:74~75
信乃的父親，成西神社的神主，現在單身赴任中。:88
海老塚手束（配音員：無）:74~75
信乃的母親，與信乃相似，有威嚴的女性，代替不在家的丈夫處理家庭及神社的事物。:88
島津貞久（配音員：無）:74~75
若菜的祖父，是個嚴格亦愛著孫女的人，若菜和遊乃對他相當尊敬，已去世。:88

## 相關商品
此作品的關連商品皆無中文代理。

### Fandisc
2005年12月16日，HOOK發行名為《_summer Life》的Fandisc，在該作中《_summer》以及HOOK的前作《Like Life》的部分人物皆有登場。劇情敘述在這兩款遊戲的數年後、兩作主角家庭——海津家及高坂家的短篇故事。
2015年3月16日HOOKSOFT為了紀念成立15周年，在限制期間4月13日前公開免費下載《_summerLife》。
2014 年、HOOKSOFT為了紀念旗下畫師らっこ引退，於該年1月27日發售名為《HOOKSOFT RAKKO The Premium BOX Plus α》的作品集（DL版為2013年12月20日發行），內容為該名畫師過去於HOOKSOFT參與製作的所有作品，《_summer新装版》亦是其中之 一。

### OVA
日本於2006年10月27日發售名為《_summer season》的OVA動畫第1集 、於2007年1月26日發售第2集。劇情是PC版遊戲改編的短篇故事，由Softgarage發售，片頭曲《ソーダ水とひこうき雲》和片尾曲《_summer》都由きむしん作詞和編曲、福笑太郎作曲、小坂優舞演唱。

### 音樂CD
本作的的音樂CD《_summerオリジナルサウンドトラック》由Lantis公司出版，於2005年11月23日發售，收錄PC版遊戲的音樂。還有Softgarage公司出版的《ソーダ水とひこうき雲》，於2006年9月29日發售，由小坂優舞演唱，收錄OVA的片頭及片尾曲。

### 廣播劇CD
本作的廣播劇CD，有 マリン・エンタテインメント公司（Musik Produktion Schwarzwald，簡稱MPS）發售的《廣播劇CDsummer〜everblue〜 days:01》、《廣播劇CD summer〜everblue〜 days:02》、《廣播劇CD summer〜everblue〜 days:03》等三部，是根據PC版改編的廣播劇。
以及Softgarage公司於2006年9月29日發售的《_summerドラマCD プロローグ編》，是OVA故事的改編廣播劇。

### 書籍
本作的相關設定書，有HOOK官方出版的《_summer ビジュアルファンブック》，是PC版的設定集，還有名為《_summer## 公式パーフェクトビジュアルブック》 的PS2版設定集。
小說方面有官方出版的4本小說，分別是《_summer〈1〉小奈美編》、《_summer〈2〉千輪&沙奈編》、《_summer〈3〉若菜&由乃編》、 《_summer〈4〉オムニバス》 。劇情由PC版改編，每一本都是不相關的短篇故事，女主角從書名即可得知。雖然書名沒有註明，但第三本有包括日向子和信乃為女主角的故事。第四本是所有主要女角皆有登場的短篇小說集。內容皆為十八禁，作者皆為 神尾丈治。

## 評價
《_summer》在日本美少女游戏与动画相关商品销售网站Getchu.com的2005年全年销量榜上排名第5名。同年的7月销量榜上排名第1名。
日語電子遊戲雜誌《Fami通》給予《_summer》的Dreamcast版20分（滿分40分）。中文《Fami通》雜誌評價為「以輕快的節奏描寫夏日甜美戀愛經驗的AVG。」中文《HanaQ》雜誌評價為「輕快柔和的音樂、細膩的遊戲畫風、角色配音下了很多工夫，讓玩家能享受故事帶來的歡樂，適合厭煩那些有不正常設定的戀愛遊戲的玩家。」

## 外部連結
- _summer官方網站 （页面存档备份，存于）（日語）
- _summer##官方網站 （日語）
- _summer season官方網站 （日語）